# Влень
Влень (пол. Wleń, нем. Lähn)  —  город  в Польше, входит в Нижнесилезское воеводство,  Львувецкий повят. Центр городско-сельской гмины. Занимает площадь 7,18 км². Население — 1902 человек (на 2004 год).

## История

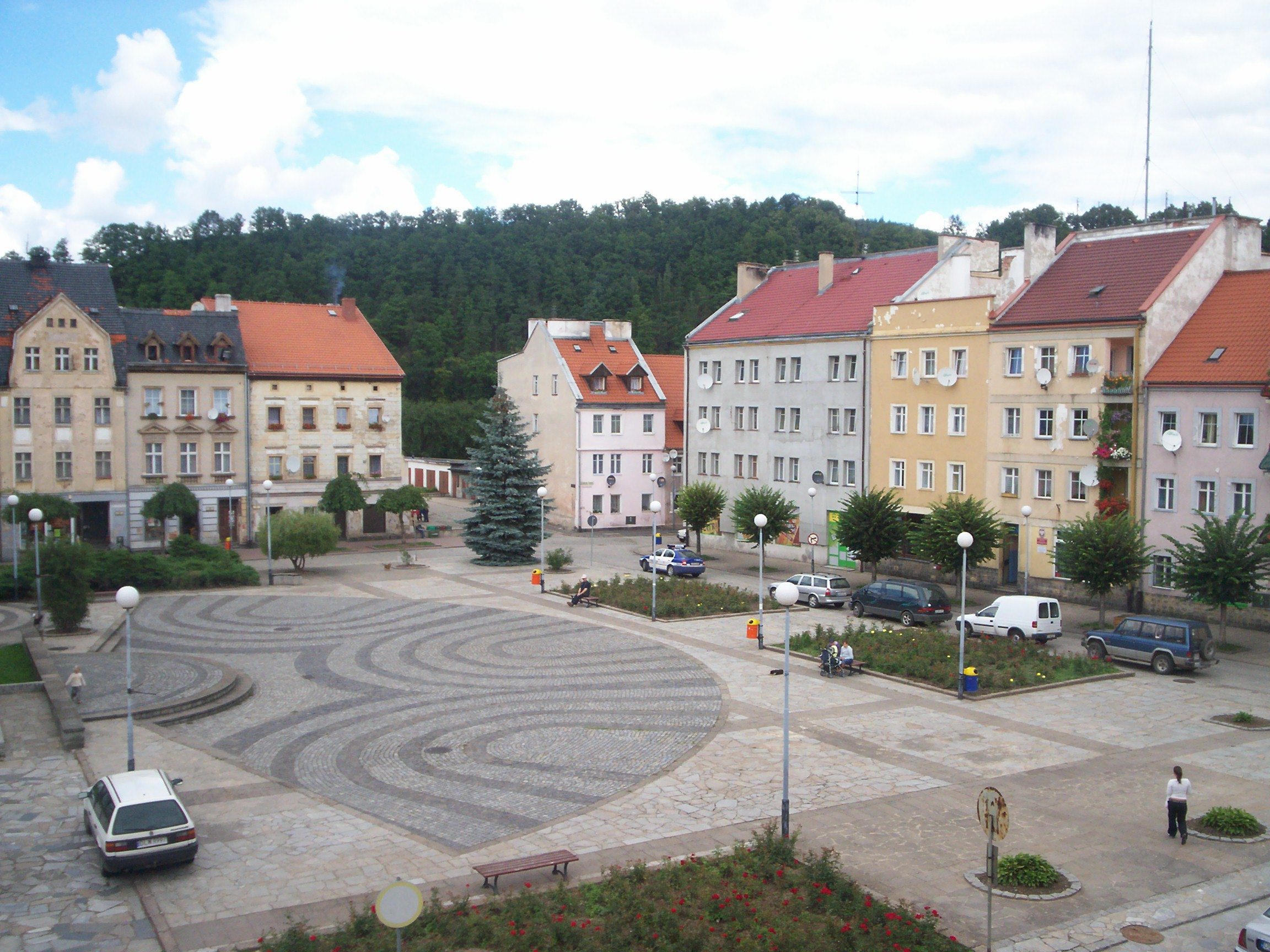
Влень
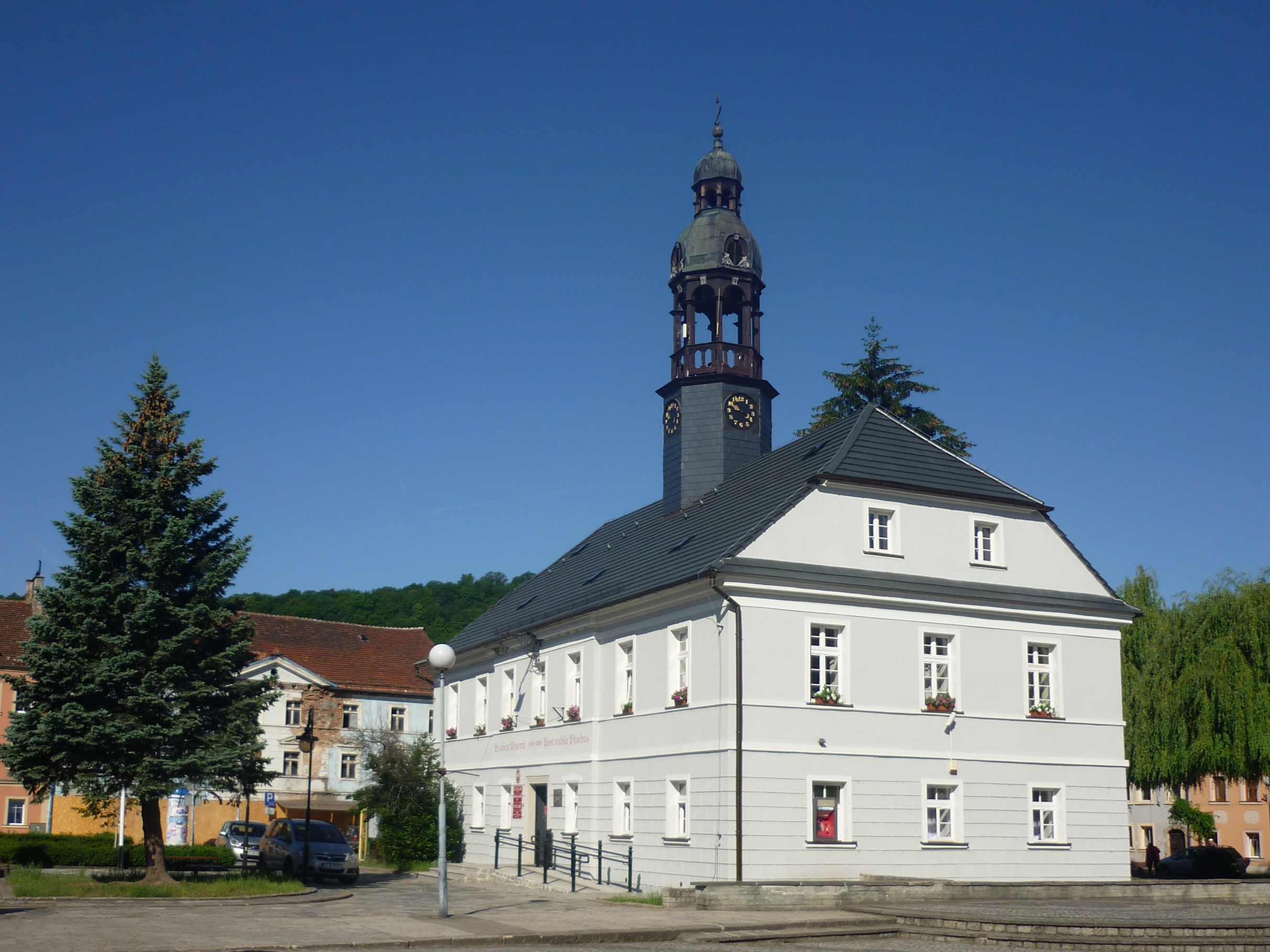
Влень
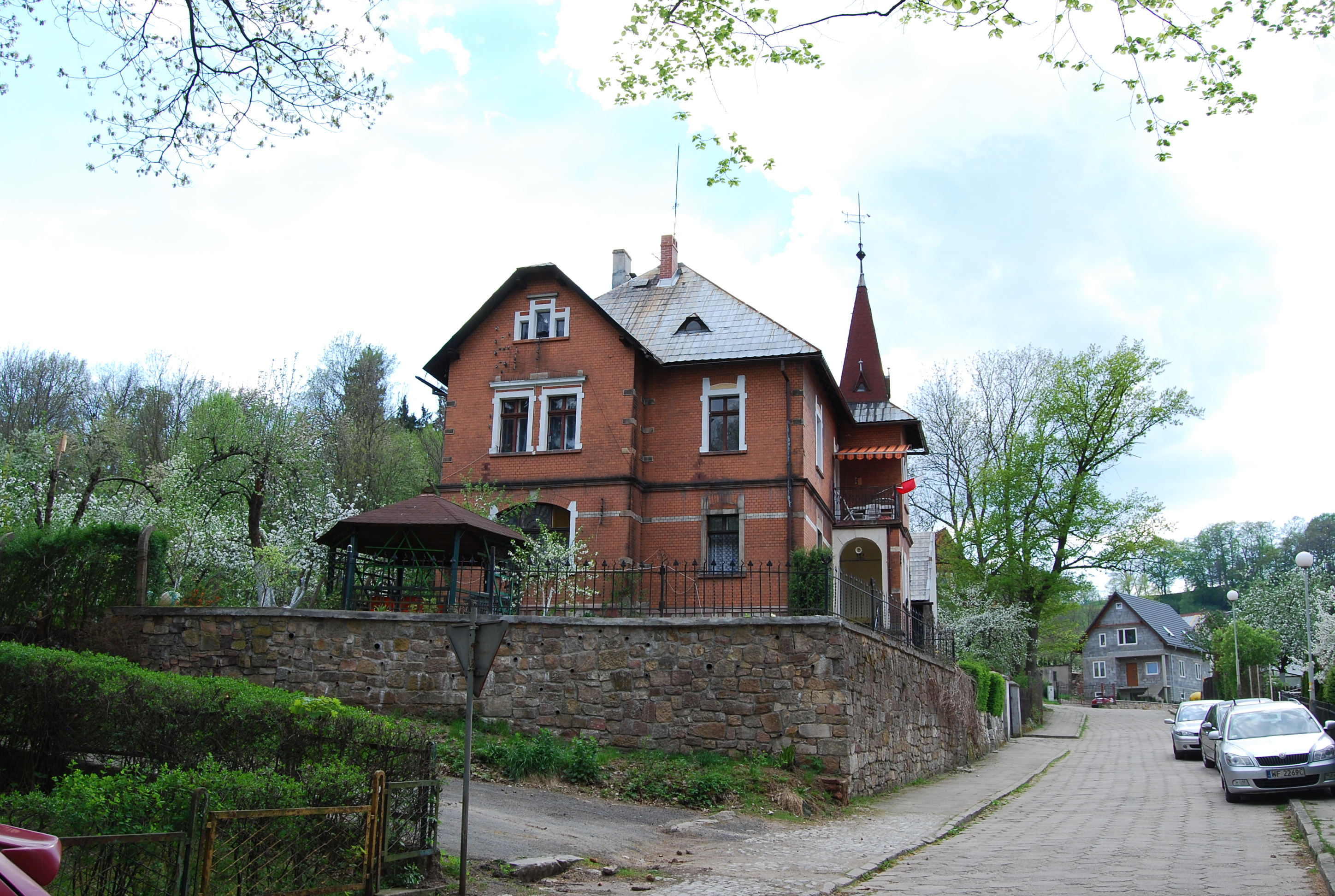
Влень
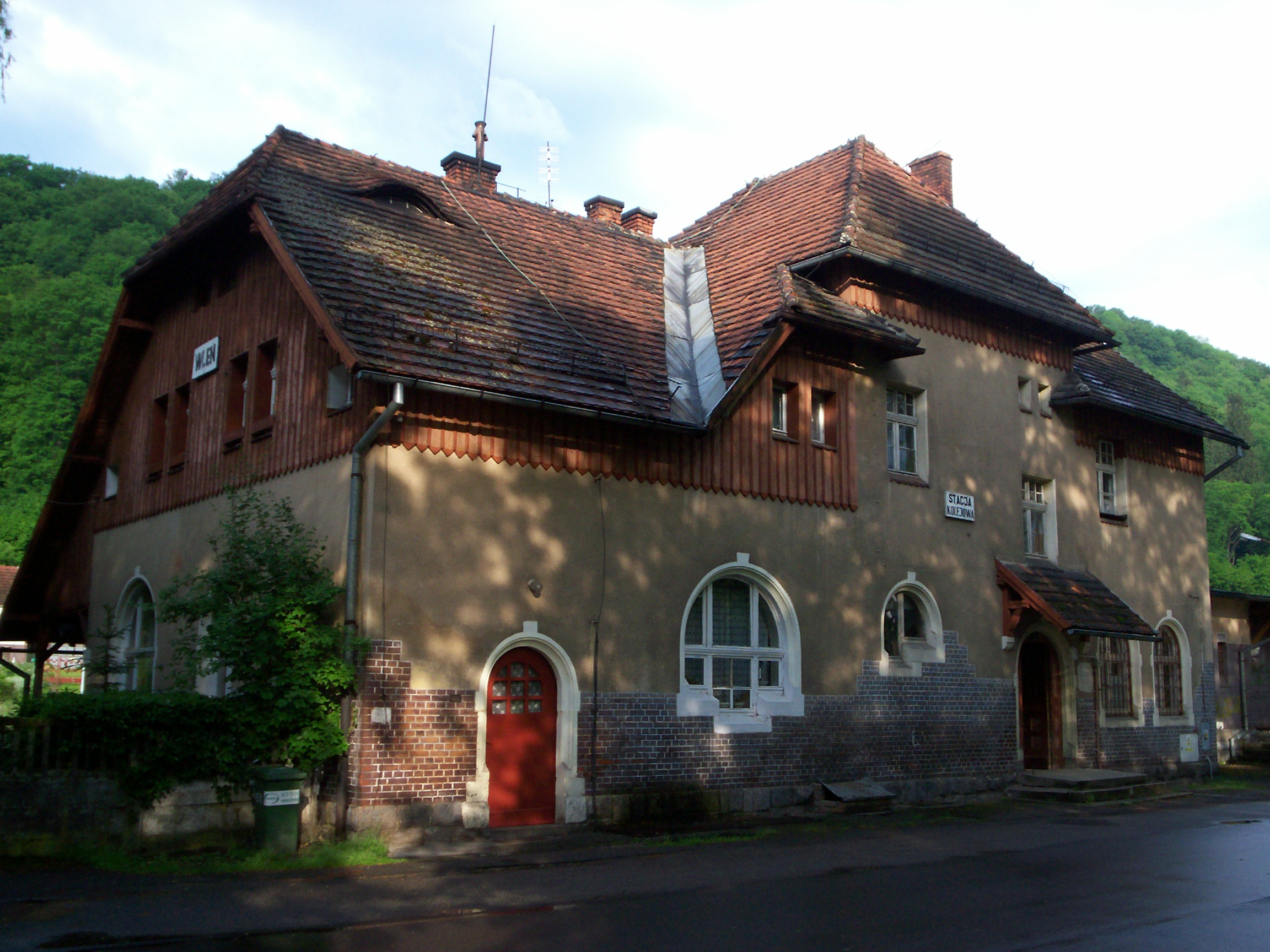
Железнодорожная станция
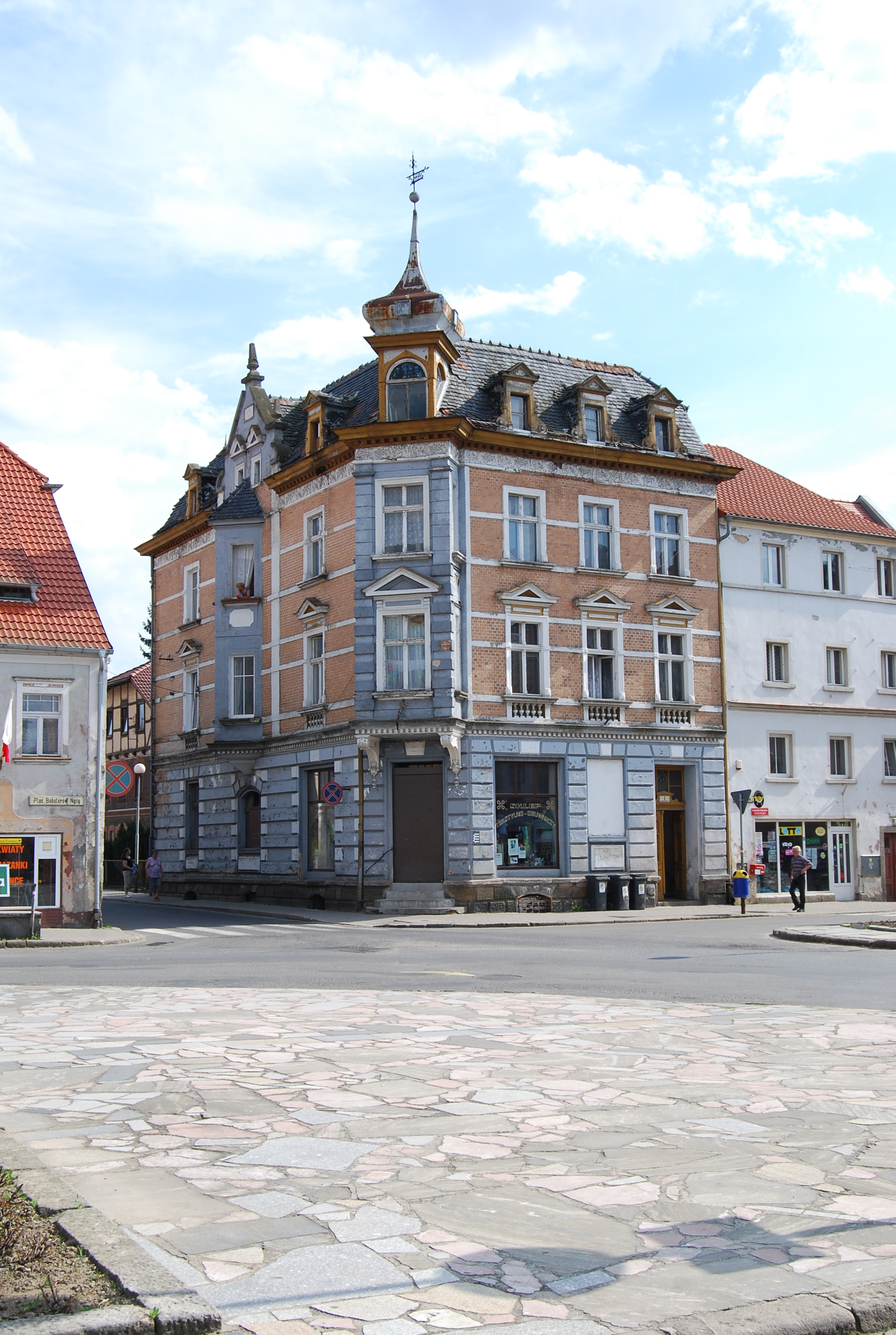
Старое здание
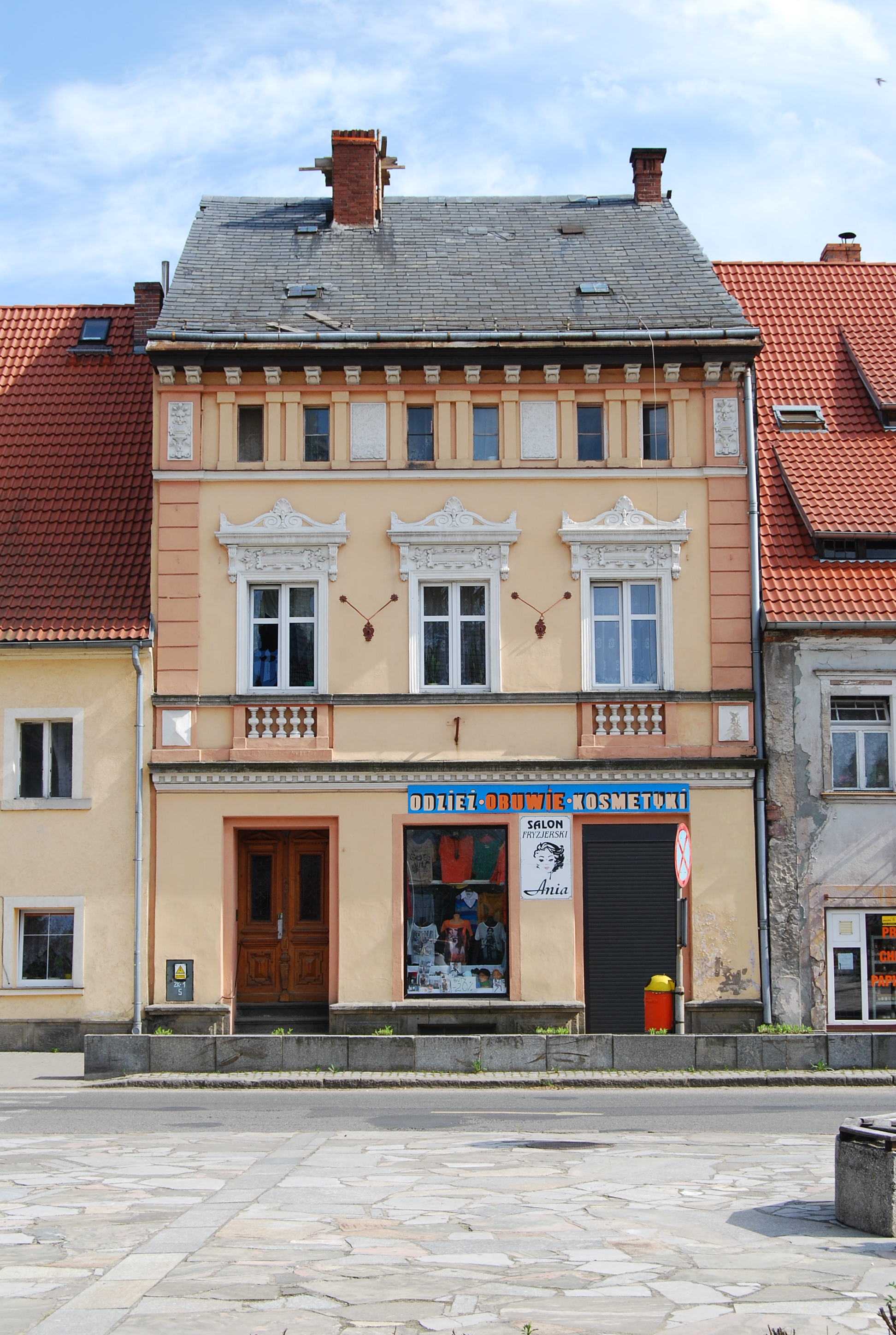
Старое здание
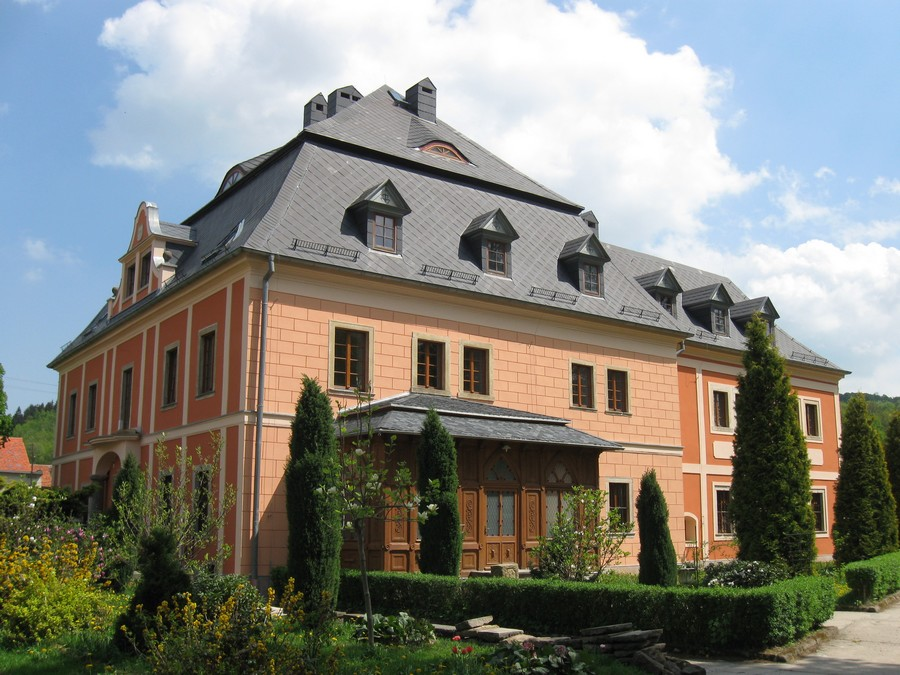
Дворец
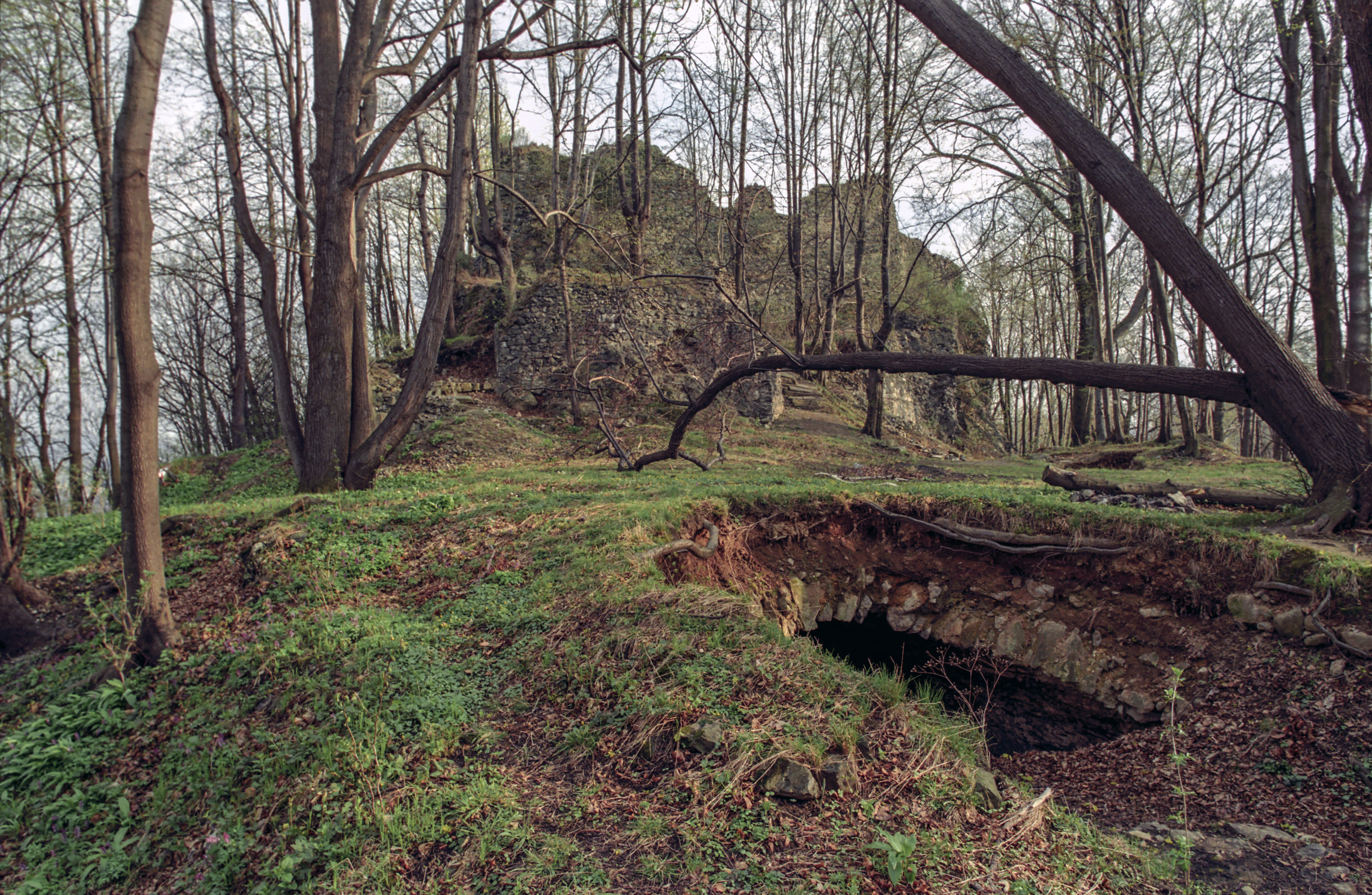
Руины старого замка
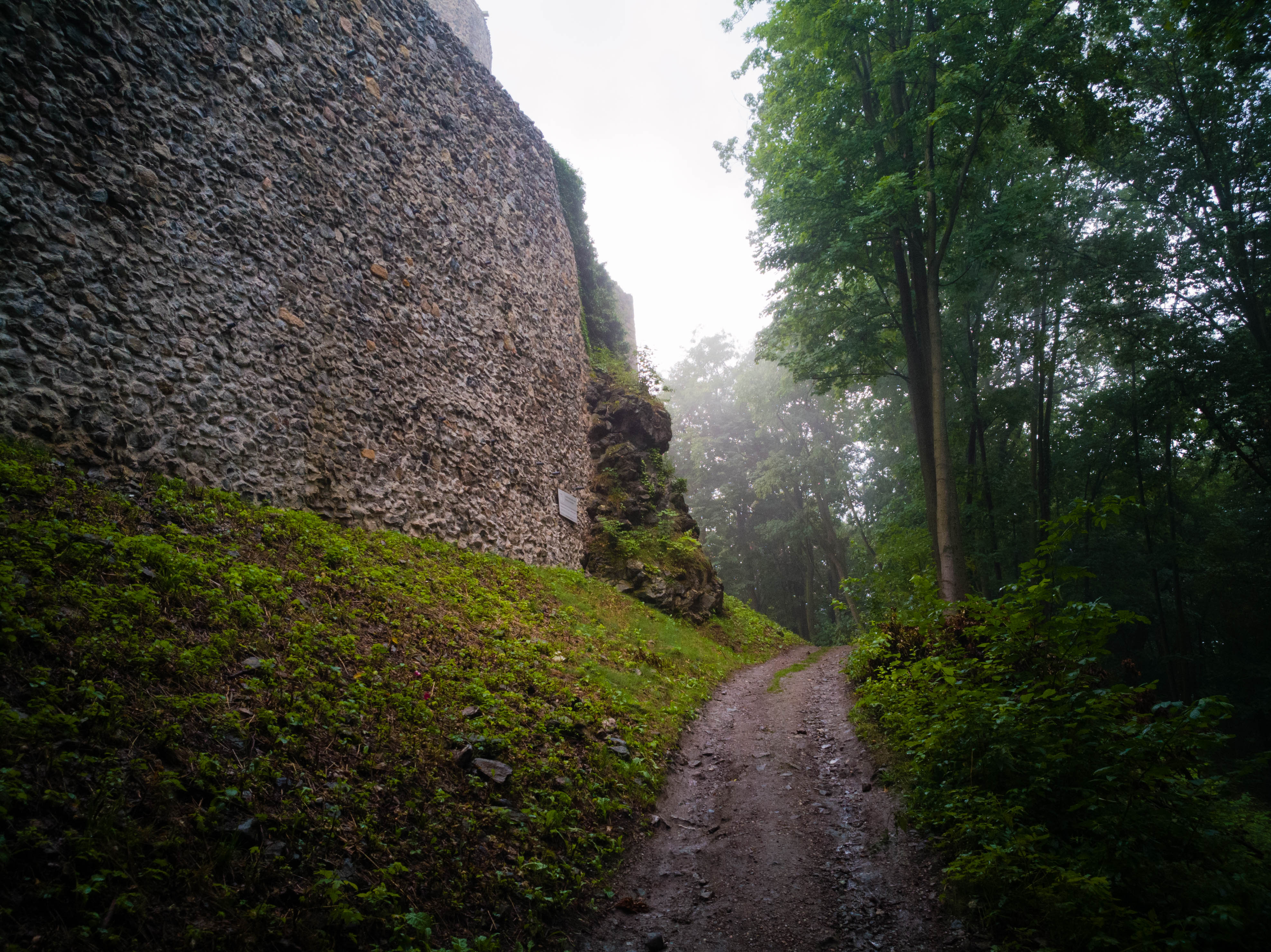
Стена замка
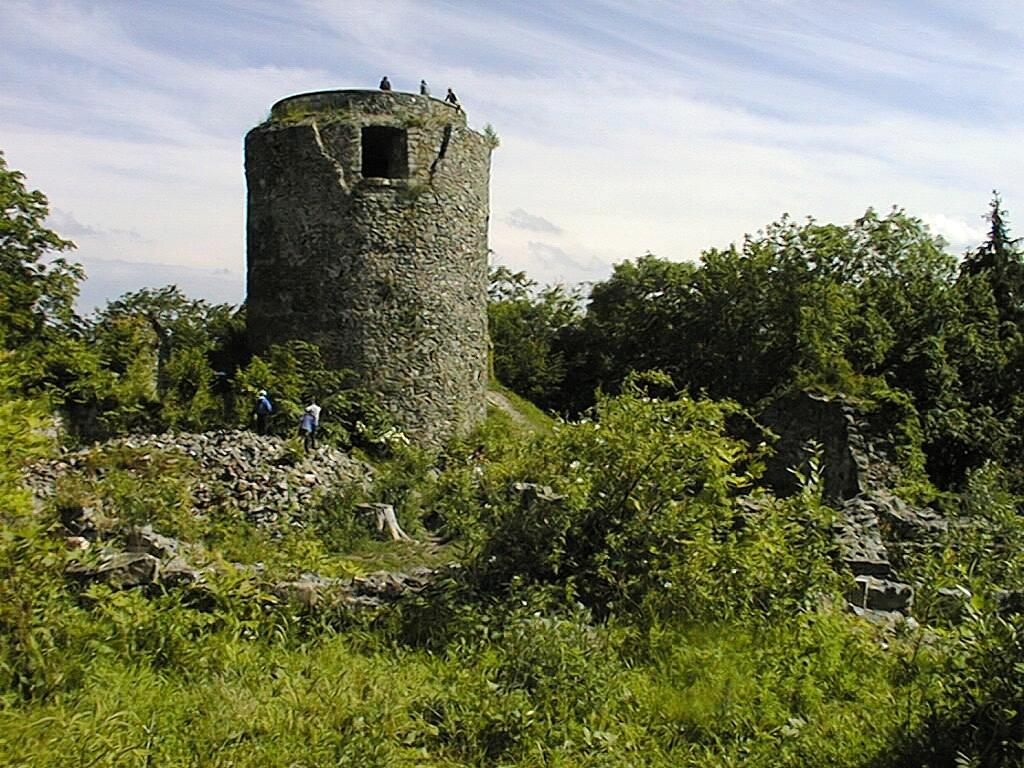
Башня замка Влень